# CC Amfi
CC Amfi, znan tudi kot Nordlyshallen (Dvorana severnega sija), je pokrita športna arena v Hamarju na Norveškem. Večinoma se uporablja za hokej na ledu in je domača arena Storhamar Hockeyja. Uporabljali so jo tudi za hitrostno drsanje na kratke proge, umetnostno drsanje, rokomet, prireditve in koncerte. Prizorišče ima kapaciteto za 7000 gledalcev in je bilo zgrajeno za zimske olimpijske igre 1994, kjer so ga uporabljali za hitrostno drsanje na kratke proge in umetnostno drsanje. Drugi večji dogodki, ki potekajo v areni, so svetovno prvenstvo IIHF v hokeju na ledu leta 1999, svetovno prvenstvo v rokometu za ženske leta 1999, svetovno prvenstvo IPC v hokeju na ledu leta 2012 in zimske olimpijske igre mladih leta 2016.
Gradnja CC Amfi se je začela avgusta 1991 in je bila slovesno odprta 25. novembra 1992, gradnja pa je stala 83 milijonov norveških kron (NOK). Prizorišča so v lasti Hamar Olympiske Anlegg, hčerinske družbe občine Hamar.

## Zgodovina

### Olimpijsko prizorišče
V neuspešni kandidaturi Lillehammerja za zimske olimpijske igre 1992 so bili hokejski dogodki predlagani v Hamarju in Gjøviku. Toda v kandidaturi Lillehammerja za zimske olimpijske igre 1994 so bili vsi dogodki na ledu prestavljeni v ožji Lillehammer po priporočilu Mednarodne hokejske zveze, ki je želela, da se vsi dogodki v hokeju na ledu odvijajo v istem mestu. To bi vključevalo izgradnjo dveh začasnih drsališč na Stampesletti v Lillehammerju, po olimpijskih igrah pa bi ju preselili v Gjøvik in bodisi v Moelv, Brumunddal ali Kongsvinger. Do leta 1989 se je Mednarodni olimpijski komite (MOK) odločil vključiti hitrostno drsanje na kratkih progah in tako povečal število ledenih dvoran z dveh na tri. Aprila je organizacijski odbor olimpijskih iger v Lillehammerju (LOOC) zato predlagal izgradnjo stalnih drsališč v Hamarju in Gjøviku.
MOK je tudi zahteval, da se hitrostno drsanje na dolgi progi izvaja v dvorani. Hamar je dobil prizorišče, Vikingskipet, potem ko je občina Hamar zagotovila kritje vseh stroškov, ki presegajo 200 milijonov NOK. To je Hamarju zagotovilo zadosten vzvod za organizacijo dodatnih dogodkov. LOOC je 15. decembra 1989 odobril gradnjo Vikingskipeta in hkrati podprl predloge za prenovo Storhamar Ishall za gostiteljstvo olimpijskih tekem hokeja na ledu. Drugo, začasno drsališče za trening je bilo načrtovano tudi zgraditi v Hamarju. Poleg tega bi se prizorišče Hamar uporabljalo za hitrostno drsanje na kratke proge, medtem ko bi umetnostno drsanje potekalo v Lillehammerju. Marca so načrte spremenili, tako da bi Hamar poleg prenove Storhamar Ishall dobil tudi povsem novo drsališče.
Financiranje prizorišča je aprila 1990 uradno odobril norveški parlament. Mednarodna drsalna zveza je želela vse drsanje postaviti v Hamar in oktobra 1990 je LOOC potrdil, da bodo prerazporedili dogodke, tako da bodo vsi drsalni dogodki potekali v Hamarju, in da bo v Hamarju zgrajena ločena olimpijska vas za drsalci. Prvotni načrti za olimpijski amfiteater so predvidevali kapaciteto 4500 gledalcev, gradnja pa naj bi stala 65 NOK. Do junija 1991 se je LOOC odločil povečati velikost prizorišča, saj bi MOK dovolil umetnostno drsanje gostitelju prizorišča le, če bi povečali število gledalcev. na 6000. Financiranje širitve je bilo odobreno avgusta, stroški pa so narasli na 83,3 milijona NOK. Zgodnji načrti so predvidevali, da bo prizorišče zgrajeno iz betona, vendar je raziskovalni projekt, ki ga je usklajeval Norveški inštitut za tehnologijo, omogočil pokritje zunanjosti in notranjosti prizorišča z leseno ploščo. To rešitev so arhitekti pozdravili kot estetsko, norveška gradbena industrija pa kot tehnično inovacijo.
Pogodba za gradnjo prizorišča je bila dodeljena Martinu M. Bakkenu, lokalnemu izvajalcu, in gradnja se je začela avgusta 1991. Laminirane lesene tramove za streho je dobavil Moelven Industrier. Led je bil položen 12. novembra 1992, arena pa je bila uradno dokončana 1. decembra. Otvoritvena predstava je bila že 25. novembra, prva uradna tekma med Storhamarjem in Stjernenom pa je bila 8. decembra. Prizorišče je bila 26. dvorana za hokej na ledu na Norveškem. Po izgradnji olimpijske arene je bil Storhamar Ishall prenovljen, zmogljivost gledalcev pa zmanjšana z izgradnjo skladiščnih prostorov in VIP območij. Olimpijski amfiteater je pozneje leta 2004 postavil prvo norveško medijsko tablo za javno prikazovanje rezultatov.
Arena je bila prej znana kot olimpijski amfiteater Hamar (norveško Hamar OL-Amfi ali Hamar Olympiske Amfi) do oktobra 2015, ko je CC odkupil pravice do poimenovanja arene. Kot del posla je bila nameščena tudi nova medijska tabla.

## Objekti
Dvojna območja so v Storhamarju, stanovanjskem območju zahodno od središča mesta Hamar. Podobno kot Vikingskipet ima prizorišče dve uradni imeni, Olimpijski amfiteater Hamar in Nordlyshallen. Prvega ni mogoče uporabiti v komercialne namene na neolimpijskih dogodkih, na primer v trgovskem blagu. Prizorišče je v lasti družbe v občinski lasti, imenovane Hamar Olympiske Anlegg, ki je tudi lastnik in upravljavec Vikingskipet. Operativni primanjkljaj pokriva poolimpijski kapitalski sklad, ki je v primeru dveh prizorišč Hamar znašal 60 milijonov NOK. Samo obresti teh sredstev se uporabljajo za upravljanje objektov, za razliko od Lillehammerja in Gjøvika, ki prav tako pridobivata sredstva iz svojega osnovnega kapitala. Zaradi sklada občini Hamar ni treba dodeliti občinskih nepovratnih sredstev za obratovanje objektov.
Olimpijski amfiteater Hamar je ovalen in uporablja les kot glavni konstrukcijski material, tako za notranjost kot za zunanjost. Na splošno je dolg 95 metrov, širok 75 metrov in visok 22 metrov. Arhitekt Ola Mowè iz HRTB je izbral obliko za povezovanje različnih prostorskih zasnov in tipov stavb v soseski. Temna barva je bila izbrana, da bi se zoperstavila sicer živahnemu naboru barv v okolici. Streha je bila zgrajena z uporabo rešetkastih nosilcev iz lepljenega lesa. Najdaljši razpon nosilca je 70 metrov. Zunanje stene so obložene z deskami, ploščami in okrasnimi letvami. Notranje stene so obložene z borovim panelom.
Površina stavbe je 11.000 kvadratnih metrov, od tega 7000 kvadratnih metrov v pritličju. Ko se uporablja za hokej na ledu, ima prizorišče uradno kapaciteto za 7000 gledalcev. Ko se uporablja za rokomet, je zmogljivost 6480. Storhamar Ishall ima samo stojišč za 1500 gledalcev. Med olimpijskimi igrami je imela glavna dvorana 330 VIP sedežev, 60 sedežev za komentatorje in 200 sedežev za novinarje. Na glavnem drsališču so leta 2016 postavili novo medijsko tablo.